# 李明星 (1955年)

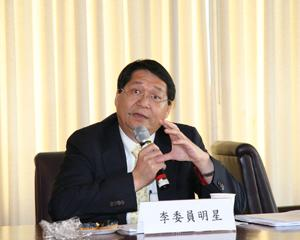
李明星

李明星（1955年2月6日—），臺灣本省人，中華民國第七屆全國不分區立法委員（中國國民黨海外僑民代表），出生於南投縣名間鄉，成功大學工程科學系學士，美國克萊蒙大學企業管理碩士，曾任美國「大紐約區成功大學校友會」會長。

## 經歷
- 天仁集團美國分公司負責人
- 天仁集團董事長
- 僑務委員會僑務諮詢委員
- 中國國民黨第17屆中央委員

## 第七屆立法委員任期出席紀錄
2008年2/1~3/26院會應出席15次，委員會應出席19次，總計34次，缺席18次。
2008年4/1~4/30院會應出席4次，委員會應出席13次，總計17次，缺席7次。